# Marqus Blakely
Marqus Austin Blakely, (Metuchen, Nueva Jersey, Estados Unidos, 22 de octubre de 1988), es un baloncestista de Estados Unidos. Juega de alero y actualmente se encuentra sin equipo.

## Clubes
| Club                 | País           | Temporadas |
| -------------------- | -------------- | ---------- |
| Bakersfield Jam      | Estados Unidos | 2010-2011  |
| Iowa Energy          | Estados Unidos | 2011-2012  |
| Sioux Falls Skyforce | Estados Unidos | 2012       |
| B-Meg Llamados       | Filipinas      | 2012       |